# Flintovn
I en flintovn brændes flint ved 900-950 grader Celsius, hvorved flinten bliver porøs og kan males til flintmel. Flintmel blev oprindelig importeret fra Frankrig.

## Rødvig flintovn
I Rødvig havde en lokal fisker set mulighed for at bruge flinten fra den stevnske klint og han fik i 1870 opført en flintovn på havnen som i 40 år producerede flintmel. Flintmelen blev anvendt på fabrikken Aluminia til fremstilling af fajance og glasur.